# آرمبادا
آرمبادا (به انگلیسی: Arambhada) یک منطقهٔ مسکونی در هند است که در منطقه جامنگر واقع شده‌است. آرمبادا ۱۵٬۰۰۸ نفر جمعیت دارد.